# UNEX
UNEX a.s. je česká strojírensko-metalurgická skupina s hlavním výrobním závodem v Uničově v Olomouckém kraji. Specializací závodu byla výroba důlních zařízení, zejména kolesových rypadel pro kontinuální těžbu zeminy, uhlí a rud povrchovým způsobem. Jednalo se nejen o největšího výrobce tohoto druhu v Československu, ale byl i předním dodavatelem ve světě.

## Historie
V rámci poválečné obnovy Československa byly zakládány nové výrobní podniky, aby přispěly k industrializaci méně rozvinutých oblastí, které se dosud orientovaly na jiná odvětví národního hospodářství (jako např. sklářský a textilní průmysl). Významnou roli v tomto sehrály Škodovy závody v Plzni (tehdy pod názvem ZVIL), které zajišťovaly výstavbu strojírenských podniků. Takto byl založen i závod v Uničově, kde byly vhodné podmínky jak z hlediska infrastruktury (snadné připojení na silniční a železniční síť, vedení 110 kV, surovinová základna), tak i samotné výstavby (dobrá konfigurace terénu, nízká hladina podzemní vody, zkonfiskovaný majetek aj.).
Výstavba závodu byla zahájena 13. září 1948. Vedoucí úlohu nejen při výstavbě, ale zejména při pozdější výrobě měli zaměstnanci Škodových závodů. Na výstavbě se dále podílely Československé stavební závody (Prostějov). Spolupráce se zástupci města zpočátku nebyla snadná, jelikož byla ovlivněna obavami místního cukrovaru (tehdejšího nejdůležitějšího místního zaměstnavatele) z konkurence velkého podniku.
Výroba byla zahájena dne 29. dubna 1950 převážně pracovníky, kteří přišli přímo z Plzně nebo tam byli do potřebných odborných profesí zaškoleni. Z Plzně byla rovněž dovezena převážná část strojního vybavení (obráběcí a tvářecí stroje aj.). Prvními výrobky v novém závodě byly ocelové konstrukce a rámy mechanických rypadel. V následujícím období se závod rychle rozšiřoval, v letech 1951–1952 byly postaveny další velké objekty se zařízením na výrobu těžkých výrobků jakými byly lopatová a kolesová rypadla a jeřáby. Potřeba dodávek ocelových odlitků brzy vedla k úvahám o vybudování vlastní slévárny. Zájem projevily i Moravské slévárny v Olomouci, ale nakonec bylo v roce 1957 rozhodnuto o výstavbě v Uničově s roční kapacitou 30 tis. tun oceli. Slévárna se 4 ocelářskými a 4 žíhacími pecemi byla dokončena až v roce 1964 s roční kapacitou 24,5 tis. tun oceli.
V roce 1953 se závod osamostatnil a přejmenoval na Uničovské strojírny, závodní podnik Uničov. Na základě Rozsypalovy ekonomické reformy byly od roku 1958 v ČSR vytvářeny výrobně hospodářské jednotky (VHJ), na které přešla část rozhodovacích kompetencí, které do té doby příslušely pouze ministerstvům. Součástí jedné z takových VHJ se staly i Uničovské strojírny, a to v pozici vedoucího podniku, kterému organizačně podléhaly menší strojírenské závody (např. Slovácké strojírny). V roce 1965 se samy Uničovské strojírny staly podřízenou organizací ve VHJ Transporta, která byla od roku 1979 začleněna do trustu VHJ Vítkovice. V roce 1981 došlo ke změně VHJ z trustu na koncern a Uničovské strojírny se tak staly koncernovým podnikem, kterým byly až do roku 1988, kdy se z nich stal samostatný státní podnik.
V roce 1992 byl majetek státního podniku ministerstvem průmyslu převeden na Fond národního majetku, který jej vložil do nové akciové společnosti pod názvem UNEX a.s. a tuto v roce 1993 zprivatizoval. V následujícím období společnost několikrát změnila majoritního akcionáře. Na konci roku 1998 byla ukončena první fáze restrukturalizace podniku, v jejímž důsledku došlo k výraznému snížení počtu zaměstnanců. V roce 2005 byla do provozu uvedena nová lakovna a součástí společnosti se staly Moravské železárny v Olomouci, čímž byl rozšířen sortiment mateřského závodu o výrobky zápustkové kovárny a slévárny. Za účelem navýšení výrobních kapacit pro výrobu jeřábů a svařovaných konstrukcí, byla v roce 2007 provedena další akvizice, a to nákup objektů a strojního vybavení v průmyslovém areálu bývalé společnosti Vihorlat ve východoslovenské Snině, čímž byla navýšena kapacita strojírenských provozů na dvojnásobek. V následujícím roce pokračovala expanze společnosti na Slovensku akvizicí Prakovskej oceliarskej spoločnosti, ve které probíhala výroba odlitků z manganové oceli. Hned další rok však pod vlivem světové ekonomické krize došlo k výraznému poklesu objemu zakázek a přesunu výroby do olomoucké slévárny.
| Rok         | 1952 | 1987 | 1996 | 2000 | 2005 | 2010 | 2015 | 2020 |
| ----------- | ---- | ---- | ---- | ---- | ---- | ---- | ---- | ---- |
| Zaměstnanci | 1400 | 4564 | 2982 | 2192 | 1565 | 794  | 1271 | 1132 |

## Výrobní program
UNEX je tradičním výrobcem zařízení pro kontinuální těžbu velkých objemů zeminy, uhlí a rud povrchovým způsobem i zařízení skládkových hospodářství elektráren. Od roku 1960 bylo v Uničově vyprojektováno a vyrobeno přes 100 obřích kolesových rypadel, desítky skládkových strojů, stovky kilometrů pásových dopravníků a tisíce lopatových rypadel.

### Do roku 1989

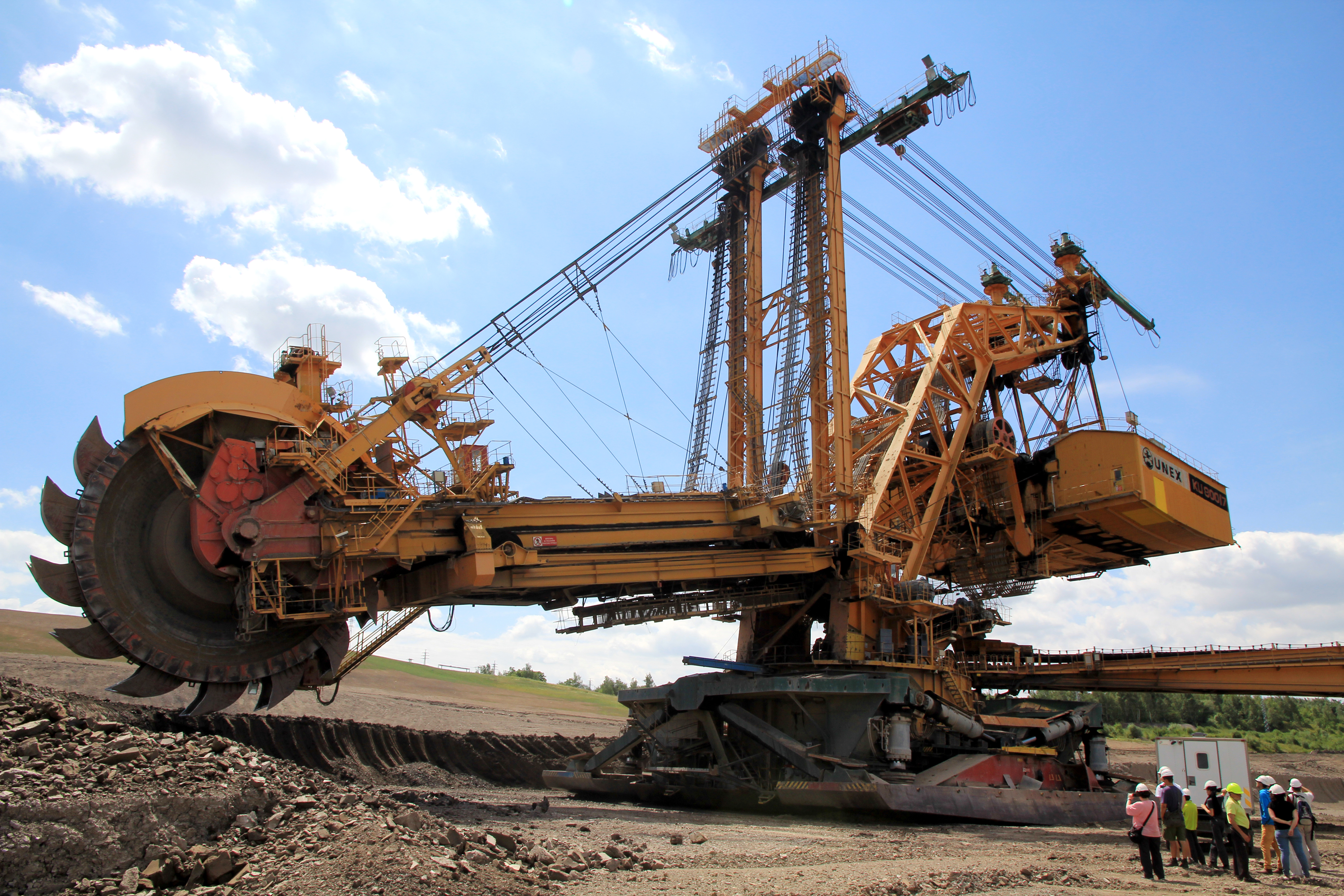
Kolesové rypadlo KU800 na lomu ČSA

Počátky existence uničovského závodu jsou spojeny s úspěšným obdobím výroby jeřábů různých typů, které našly uplatnění nejen v ČSR, ale také v zahraničí. Exportovány byly zejména přístavní jeřáby (např. pro švédský Götteborg, rumunské Konstanci, albánský Durrës, indický Madras). Do metalurgických provozů v Číně a Indii byly dodány kalicí, licí a kovací jeřáby. K dalším vyráběným typům patřily montážní jeřáby, jednalo se např. o 250t jeřáb pro jadernou elektrárnu v Jaslovských Bohunicích či jeřáb do strojovny vodní elektrárny Orlík. Montážní jeřáby byly vyrobeny také pro řadu hutních a strojírenských podniků (např. NHKG, VŽSKG Ostrava aj.). K největším patřily 70m jeřáby vyráběné pro Sovětský svaz. Útlum výroby jeřábu přišel v roce 1963 a definitivní konec pak nastal v roce 1967, kdy výrobu převzaly Královopolské strojírny v Brně.

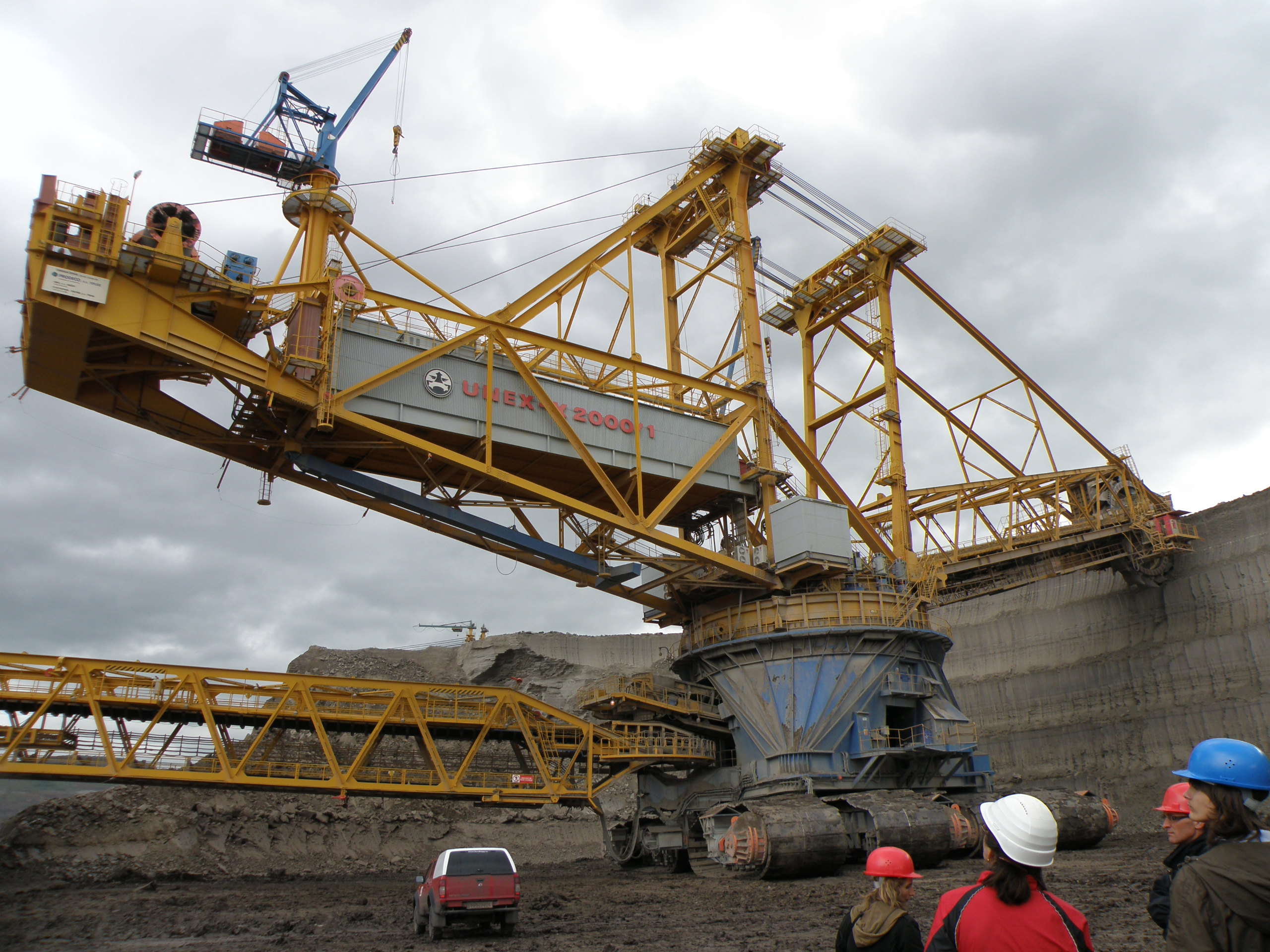
Kolesové rypadlo K2000 při skrývce v lomu Bílina

To umožnilo více se zaměřit na výrobu rypadel, která probíhala již od roku 1950, ale pouze formou dodávek dílčích komponent, které byly převáženy k montáži do mateřského podniku v Plzni. V roce 1954 započal vývoj kolesových rypadel ve vlastním konstrukčním oddělení a v roce 1957 byl v Uničově vyroben první stroj typu K300 (výkon 1200–1800 m3/h, hmotnost 1240 t). Do roku 1968 jich bylo vyrobeno 39 a převážná část byla určena pro Severočeský hnědouhelný revír, několik kusů bylo dodáno do Sovětského svazu a Polska. Od roku 1964 se souběžně s K300 vyráběl typ K800 (výkon až 6600 m3/h, hmotnost 4000 t), který byl do Uničova převeden z Plzně. Od roku 1970 začal být podnikem dodáván zdokonalený typ KU300, kterých bylo vyrobeno 40 kusů. V roce 1972 byl zhotoven prototyp kolesového rypadla KU800, do roku 1988 pak bylo vyrobeno celkem 19 těchto strojů. Jedním z posledních kolesových rypadel Uničovských strojíren a jediným vyrobeným exemplářem se stal typ K2000 (výkon až 6500 m3/h, hmotnost 5710 t), který byl dokončen v roce 1987 a nasazen na velkolomu Maxim Gorkij v Bílině.

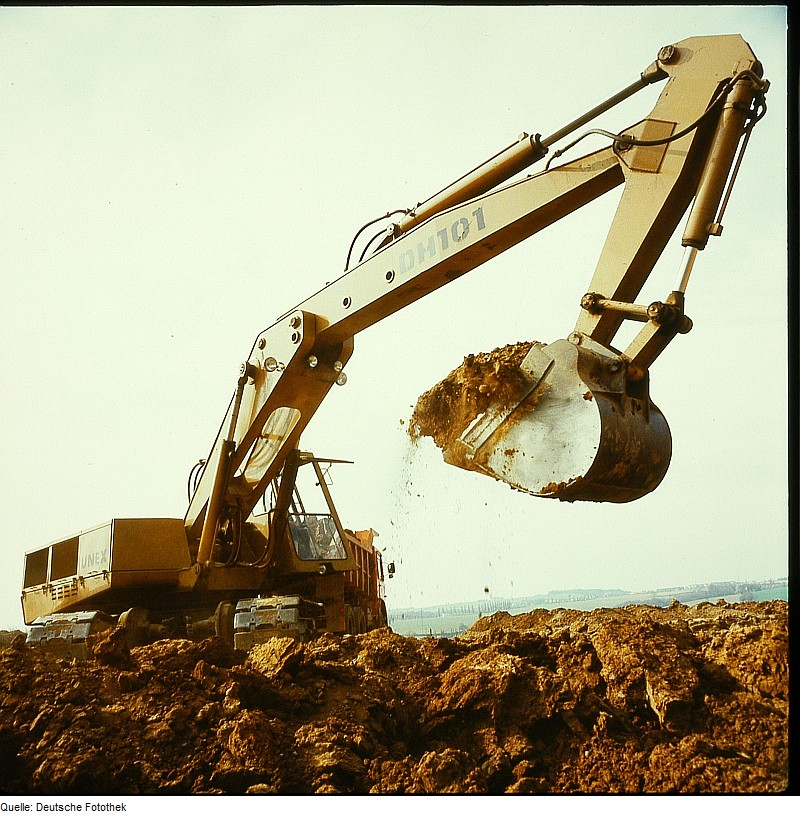
Hydraulické rypadlo DH101

Vedle kolesových rypadel se v Uničovských strojírnách vyráběla menší lopatová rypadla. Zpočátku podle cizí dokumentace, od roku 1958 pak ve vlastní režii. Byla to například lanová rypadla D051 a elektropneumatická rypadla E25 (a jejich modernizované typy). Do roku 1960 se jich vyrobilo 1000 kusů. V roce 1970 byla zahájena výroba hydraulických rypadel typu DH101 (jako vůbec první rypadlo tohoto typu v RVHP, na MSV v Brně oceněno zlatou medailí). Pro získání devizových prostředků za účelem nákupu vysokotlaké hydrauliky byla navázána spolupráce s firmou Mannesmann-Demag (NSR), pro kterou byla vyráběna jejich vlastní rypadla. Přibližně ve stejném období započal vývoj nejvyšší řady rypadel DH611 (zlatá medaile na MSV v Brně v roce 1978) a jejich výroba v inovované podobě pokračovala i po změně společenských poměrů v roce 1989.

### Po roce 1989
Nové ekonomické prostředí pro podnik znamenalo hledání uplatnění na nových trzích, což mimo jiné souviselo se snížením poptávky po těžebních a důlních technologiích. Výrobní program firmy se proto začal více orientovat na jinou strojírenskou a slévárenskou výrobu. V roce 1996 tak výroba lopatových rypadel, nakladačů a velkostrojů (kolesových rypadel) představovala už jen cca 16 % celkové produkce podniku, zatímco podíl výroby stavebních strojů činil kolem 43 % a odlitků oceli 22 %. Hlavním zahraničním trhem se v té době stalo Německo (cca dvě třetiny exportu). Po roce 2000 byly i nadále realizovány významné zakázky v segmentu těžební techniky (např. dva nakladače pro niklové doly v Nové Kaledonii v roce 2004 nebo dvě kolesová rypadla pro indické doly v roce 2005), ale stále více výrobní kapacity bylo směřováno do nových oblastí, jako např. automobilový a železniční průmysl či energetika. Příkladem také může být prestižní výroba podvozkových setů pro mobilní odpaliště raket Ariane 6.
Těžební technika
- Důlní zařízení – kolesová rypadla
- Dopravní zařízení – pásové vozy, shazovací vozy a pojízdné násypky pro kontinuální dopravu velkého množství různých substrátů (např. uhlí, rudy, fosfáty aj.).
- Skládková zařízení – stroje pro skladování natěženého materiálu, jedná se např. o zakladače a nakladače

Těžké strojírenství (provoz strojírny)
- Stavební a těžební technika

- Manipulační a zdvihací technika
- Ocelové konstrukce – základové rámy strojů a zařízení, silniční a železniční mosty, komponenty a technologické celky pro těžbu a manipulaci a zpracovávání surovin

Odlitky a výkovky (provoz sléváren a kovárny)
Např. pojezdová kola, výkovky vagonových podvozků, součásti železničních soukolí, součásti převodů a pohonů zemědělských strojů, pánve pro zpracování hliníku či ložiska válcovací stolice, drobné díly kompresorů, klimatizačních jednotek, hydraulické manipulační techniky, díly motorů osobních automobilů aj.

## Podnikový tisk
Od roku 1952 Uničovské strojírny vydávaly vlastní podnikové noviny v rozsahu dvou listů. S týdenní periodicitou byly zaměstnancům poskytovány informace o dění v závodě, průběhu plnění státních plánů či informace o technickém rozvoji. Původně vycházely pod názvem Uničovský budovatel, od roku 1969 jako Uničovský Kovák. V roce 1991 byly přejmenovány na Uničovské noviny – UNEX, ve kterých byly zveřejňovány také informace o městě. V roce 1998 začala firma vydávat nový informační měsíčník Kurýr.

## Strojírny a město
Se vznikem strojíren úzce souvisí i poválečný intenzivní rozvoj samotného města, které zaznamenalo prudký nárůst obyvatelstva. Po odsunu občanů německé národnosti po konci 2. světové války klesl počet obyvatel Uničova na polovinu v porovnání s předválečným stavem (cca 5500). Tohoto počtu opět dosáhl po roce 1954 vlivem příchodů nových zaměstnanců z okolních obcí i plzeňské Škody. Bytová výstavba pro zajištění ubytování nově příchozích byla vedena z velké části právě Uničovskými strojírnami, které se podílely také na budování objektů občanské vybavenosti.
S výstavbou podniku v roce 1948 vznikla potřeba zajištění kvalifikovaných pracovníků (zámečníků, montérů ocelových konstrukcí, soustružníků, slévačů apod.). Nejdříve byli učni posílání na studium do Plzně a Hradce Králové, od roku 1951 pak byla zahájena odborná příprava ve vlastním učilišti s praktickou výukou přímo v areálu strojírenského podniku.
Stavba podniku významně přispěla k proměně zemědělského charakteru města, ve kterém již v roce 1961 podíl pracujících v průmyslu činil 60 %.